# 观音寺 (湘潭市)
观音寺坐落在中华人民共和国湖南省湘潭市昭山东麓，毗邻昭山寺。

## 沿革
观音寺始建于2009年，原址是资福寺和民兴中学。

## 伽蓝
观音寺是仿宋建筑，占地面积5866.7平方米，建筑面积1700平方米。观音寺分作四进，分别是山门、天王殿、观音殿和大雄宝殿。其他殿宇包括念佛堂、祖师殿、斋堂、宿舍、佛器流通处。

### 天王殿
天王殿正面供奉弥勒佛，两侧是四大天王。

### 观音殿
观音殿供奉千手千眼观音。

### 大雄宝殿
大雄宝殿供奉释迦摩尼，背面是释迦摩尼涅槃像，两侧是二十四诸天。

## 照片
- 观音殿
- 大雄宝殿
- 天王殿